# Dendrobium discoides
Dendrobium discoides är en orkidéart som beskrevs av Rudolf Schlechter. Dendrobium discoides ingår i släktet Dendrobium, och familjen orkidéer. Inga underarter finns listade i Catalogue of Life.